# Ryan Hollweg
Pour les articles homonymes, voir Hollweg.
Ryan Hollweg (né le 23 avril 1983 à Downey en Californie aux États-Unis) est un joueur professionnel de hockey sur glace canado-américain. Il évolue au poste d'ailier gauche.

## Carrière
Il est choisi en 238e position lors du repêchage d'entrée dans la LNH 2001 par les Rangers de New York alors qu'il jouait pour les Tigers de Medicine Hat dans la Ligue de hockey de l'Ouest. Il passe tout d'abord par le club-école des Rangers, le Wolf Pack de Hartford, qui évolue dans la Ligue américaine de hockey avant de faire ses débuts dans la Ligue nationale de hockey avec l'équipe de New York en 2005-2006.
Pendant la saison 2006-2007, le 8 mars 2007, Hollweg se fait violemment frapper par la crosse de l'attaquant des Islanders de New York, Chris Simon. Ce dernier est suspendu pour 25 matchs à la suite de ce geste, la plus longue suspension d'un joueur dans l'histoire de la LNH en ce temps-là.
Il a également évolué pour les Maple Leafs de Toronto et les Coyotes de Phoenix. En 2012, il décide de signer un contrat avec le HC Plzeň qui évolue au championnat de République tchèque.

## Statistiques

### En club
| Saison     | Équipe                 | Ligue             |     | Saison régulière | Saison régulière | Saison régulière | Saison régulière | Saison régulière |   | Séries éliminatoires | Séries éliminatoires | Séries éliminatoires | Séries éliminatoires | Séries éliminatoires |
| Saison     | Équipe                 | Ligue             | PJ  | B                | A                | Pts              | Pun              | PJ               | B | A                    | Pts                  | Pun                  |                      |                      |
| 1998-1999  | Steelers de Grandview  | PIJHL             | 41  | 23               | 27               | 50               | 135              | -                | - | -                    | -                    | -                    |                      |                      |
| 1998-1999  | Hornets de Langley     | LHCB              | 58  | 14               | 40               | 54               | 187              | -                | - | -                    | -                    | -                    |                      |                      |
| 1999-2000  | Tigers de Medicine Hat | LHOu              | 54  | 19               | 27               | 46               | 107              | -                | - | -                    | -                    | -                    |                      |                      |
| 2000-2001  | Tigers de Medicine Hat | LHOu              | 65  | 19               | 39               | 58               | 125              | -                | - | -                    | -                    | -                    |                      |                      |
| 2001-2002  | Tigers de Medicine Hat | LHOu              | 58  | 30               | 40               | 70               | 121              | -                | - | -                    | -                    | -                    |                      |                      |
| 2001-2002  | Wolf Pack de Hartford  | LAH               | 8   | 1                | 1                | 2                | 2                | 9                | 0 | 2                    | 2                    | 19                   |                      |                      |
| 2002-2003  | Tigers de Medicine Hat | LHOu              | 4   | 1                | 1                | 2                | 8                | -                | - | -                    | -                    | -                    |                      |                      |
| 2003-2004  | Tigers de Medicine Hat | LHOu              | 52  | 25               | 32               | 57               | 117              | 20               | 6 | 9                    | 15                   | 22                   |                      |                      |
| 2004-2005  | Wolf Pack de Hartford  | LAH               | 73  | 8                | 6                | 14               | 239              | 6                | 1 | 0                    | 1                    | 9                    |                      |                      |
| 2005-2006  | Rangers de New York    | LNH               | 52  | 2                | 3                | 5                | 84               | 4                | 0 | 1                    | 1                    | 19                   |                      |                      |
| 2005-2006  | Wolf Pack de Hartford  | LAH               | 7   | 2                | 1                | 3                | 11               | -                | - | -                    | -                    | -                    |                      |                      |
| 2006-2007  | Rangers de New York    | LNH               | 78  | 1                | 2                | 3                | 131              | 2                | 0 | 0                    | 0                    | 2                    |                      |                      |
| 2007-2008  | Rangers de New York    | LNH               | 70  | 2                | 2                | 4                | 96               | 8                | 0 | 0                    | 0                    | 2                    |                      |                      |
| 2008-2009  | Marlies de Toronto     | LAH               | 28  | 2                | 1                | 3                | 34               | 6                | 0 | 0                    | 0                    | 20                   |                      |                      |
| 2008-2009  | Maple Leafs de Toronto | LNH               | 25  | 0                | 2                | 2                | 38               | -                | - | -                    | -                    | -                    |                      |                      |
| 2009-2010  | Rampage de San Antonio | LAH               | 53  | 4                | 6                | 10               | 93               | -                | - | -                    | -                    | -                    |                      |                      |
| 2010-2011  | Rampage de San Antonio | LAH               | 63  | 9                | 8                | 17               | 125              | -                | - | -                    | -                    | -                    |                      |                      |
| 2010-2011  | Coyotes de Phoenix     | LNH               | 3   | 0                | 0                | 0                | 0                | -                | - | -                    | -                    | -                    |                      |                      |
| 2011-2012  | Pirates de Portland    | LAH               | 43  | 0                | 5                | 5                | 123              | -                | - | -                    | -                    | -                    |                      |                      |
| 2012-2013  | HC Plzeň               | Extraliga tchèque | 40  | 1                | 1                | 2                | 130              | 12               | 0 | 0                    | 0                    | 39                   |                      |                      |
| 2013-2014  | HC Plzeň               | Extraliga tchèque | 20  | 3                | 1                | 4                | 51               | -                | - | -                    | -                    | -                    |                      |                      |
| 2014-2015  | HC Plzeň               | Extraliga tchèque | 38  | 2                | 1                | 3                | 112              | 4                | 1 | 0                    | 1                    | 0                    |                      |                      |
| 2015-2016  | HC Plzeň               | Extraliga tchèque | 24  | 0                | 2                | 2                | 32               | 11               | 0 | 0                    | 0                    | 16                   |                      |                      |
|            |                        |                   |     |                  |                  |                  |                  |                  |   |                      |                      |                      |                      |                      |
| 2017-2018  | HC Plzeň               | Extraliga tchèque | 41  | 2                | 2                | 4                | 71               | 10               | 2 | 0                    | 2                    | 16                   |                      |                      |
| Totaux LNH | Totaux LNH             | Totaux LNH        | 228 | 5                | 9                | 14               | 349              | 14               | 0 | 1                    | 1                    | 23                   |                      |                      |

### En équipe nationale
Il a représenté les États-Unis au niveau international en sélection jeune.
| Année | Compétition                      |   | PJ | B | A | Pts | Pun      |  | Résultat |
| 2000  | Défi mondial des moins de 17 ans | 6 | 1  | 1 | 2 | -   | 4e place |  |          |
| 2002  | Championnat du monde junior      | 7 | 2  | 3 | 5 | 33  | 5e place |  |          |